# Сумська фортеця
Сумська фортеця — одна з найбільших і найбільш укріплених фортець Слобожанщини. У XVII столітті була оборонним бастіоном, який охороняв південні землі Московського царства від набігів кримських татар і турків. Сумська фортеця неодноразово безуспішно була штурмована ворогами. Тут знаходилась скарбниця гетьмана Івана Мазепи.

## Історія
У 1654 році на землі північної Слобожанщини прийшли під проводом Герасима Кондратьєва — отамана війська запорізького, переселенці з центральної України, які в гирлі трьох річок Псла, Сумки і Стрілки заснували стародавнє городище. Тоді Москва дозволила козакам на цьому місці влаштувати укріплення. І вже у 1656 році на місці сучасних Сум розпочалося будівництво дерев'яної фортеці, яке тривало до 1658 року. Мешканці міста зводили фортифікаційні споруди під керівництвом російського воєводи К. Ю. Арсеньєва.
У 1659, 1662 і в 1668 роках новозведені мури фортеці витримали облогу татар. Під час кримських походів Сумська фортеця відігравала роль збірного пункту російських військ. А на початку XVIII століття у грудні 1708 року Іван Андрійович Кондратьєв, онук Герасима Кондратьєва, зустрічав в Сумах російського царя Петра I, який тут прожив більше місяця, відсвяткував Новий рік (1709) та приймав у фортеці парад російських військ.
У 30-90-их роках XVIII століття Сумська фортеця втратила оборонні функції і значення опорного пункту російської армії та практично не використовувалась, що призвело до її руйнування.
Зараз на цьому місці, в історичному серці Сум, розташований теперішній майдан Незалежності та паркова зона міста.

## Опис фортеці
Сумська фортеця протягом століття, починаючи від 1658 року, визначала архітектурне обличчя міста. Вона була зведена в дубовому лісі та з дубових колод, під мурами знаходився викопаний підземний хід до води, навколо фортеці насипаний високий вал довжиною 1015 сажнів (2,16 км), шириною 7 сажнів (15 м) та облаштований глибокий і широкий рів. Оборонні споруди доповнювалися природними перешкодами: річки́ Псел, Сумка і Стрілка з трьох сторін оперізували місто. На південь від Сум між Пслом і Сумкою у кінці 1658 року було зроблено перекоп. Складалась фортеця з 27 башт і 12 проїзних воріт по всьому острогу, причому 4 вежі були з брамами. Серед споруд, які знаходилися на території укріплень, були: дерев'яна казарма довжиною 10 сажнів (21,3 м), яка розміщувалася на ділянці внутрішньої цитаделі; дерев'яна «говвахта» («караульня»), була в 1804 році розібрана і збудована кам'яна; а також численні флігелі, комори, погреби, які розташовувалися у внутрішніх дворах державних і купецьких садиб.
У 1678 році територія укріплення разом з посадом займала ділянку довжиною 3426 сажнів (7,3 км) та, згідно з описом 1732 року, в фортеці й посаді проживало 3823 людини, тобто половина всього населення міста.